# レーモン・ド・ポワティエ
レーモン・ド・ポワティエ（Raymond de Poitiers, 1099年? - 1149年6月29日）は、アンティオキア公国の支配者（在位：1136年 - 1149年）。アキテーヌ公兼ポワティエ伯ギヨーム9世とフィリッパ・ド・トゥールーズの次男で、アキテーヌ公兼ポワティエ伯ギヨーム10世の弟。

## 生涯
アンティオキア公国の摂政だったボードゥアン2世とフルク5世に従い、レーモンは10歳のアンティオキア女公コンスタンスと結婚した。公国を思いのままにしようとしていた、コンスタンスの生母アリックスから幼い女公を法的にも引き離すためで、公国にとって救いの主だった。アリックスには、美男のレーモンを彼女の夫にするように見せかけていたため、恥をかかされたと知った彼女は亡命した。
共同統治の最初の年から、東ローマ帝国皇帝ヨハネス2世コムネノスとの衝突に悩まされた。キリキア・アルメニア王国を取り戻すという名目で軍を南下させ、アンティオキアを包囲したのである。レーモンは、皇帝に忠誠を誓わされ、領地を割譲させられた。替わりに、アンティオキア西部のイスラム領を得たら、レーモンへ分け与えるということになった。1138年、レーモンはヨハネス2世の遠征に加わることを強制された。
アンティオキア総司教を選挙で選ぶことは疑わしいと考えていたレーモンは、総司教にも忠誠を誓わされるにおよび、不快がつのった。結局、1139年に総司教は退位した。1142年に再びヨハネス2世に包囲されたが、この時のレーモンは以前の服従と違い、改心を拒んだ。帝国軍は、アンティオキア周辺を荒らし回り、誰も皇帝に対抗することができなかった。レーモンは、1143年に即位したマヌエル1世コムネノスからシリシアの都市を割譲するよう要求された。レーモンが好敵手であることを見抜いたマヌエル1世は、主従の誓いと、正教の大主教へ挨拶するよう命じ、コンスタンティノープルで恥をかかせようとした。
1148年、第2回十字軍の指導者でフランス王ルイ7世と王妃アリエノール・ダキテーヌ（レーモンの姪で兄ギヨーム10世の娘）がアンティオキアを訪問した。レーモンは、ルイ7世にエルサレムへ向けて南下せず、アンティオキアにとどまってアレッポとカエサリアの征服に協力してくれるよう頼んだ。レーモンは美しい姪のエレアノールとの仲の良いところを見せつけたため、周囲の者たちに近親相姦ではないかと疑われた。ルイ7世は彼らが2人だけで時を過ごし、レーモンもエレアノールに惜しみなく愛情をふりそそぐといった具合で、すっかり疑り深くなってしまった。ルイ7世がレーモンへの助力を断ったための当てつけだという見方もあった（南フランスのアキテーヌ人特有の愛情表現で、お互い幼い頃から見知った間柄の2人であるから仕方のないことだという後世の歴史家の意見がある）。ルイ7世は予定を早めてアンティオキアを去った。
1149年6月、レーモンはイナブの戦いでヌールッディーンと戦い、殺された。サラディンの叔父のシール・クーフに首をはねられ、彼の首の入れられた銀の箱は、バグダードのカリフの元へ贈り物として送られた。
コンスタンスとの間に3子が生まれた。ボエモン3世、マリー、フィリッパである。